# Kora Kimpel
Kora Kimpel (* 2. Juni 1968 in Hilden) ist eine deutsche Designforscherin, deren Forschungsschwerpunkte Interface- und Interaktionsdesign sind.

## Werdegang
Kora Kimpel studierte Industrial Design mit dem Schwerpunkt Interfacedesign in Braunschweig und Barcelona. Ihr Diplom machte sie an der HbK Braunschweig bei Holger van den Boom. Sie war von 1999 bis 2001 Design Director Online Strategy bei MetaDesign Berlin. Seit 2004 unterrichtet sie als Professorin die Grundlagen der Gestaltung mit digitalen Medien an der Universität der Künste Berlin. Dort war sie von 2012 bis 2015 1. Vizepräsidentin. Seit 2008 ist sie im Vorstand der Deutschen Gesellschaft für Designtheorie und -forschung. Seit 2015 ist sie Teil des Leitungsteams der Hybridplattform, einer transdisziplinären Projektplattform der TU Berlin und der UdK Berlin zur Erforschung zukunftsträchtiger Themen und Fragestellungen.

## Forschungsgebiete
Kora Kimpels Forschungsschwerpunkte sind die digitale Transformation und die Entwicklung von explorativen, nutzerzentrierten Forschungsdesigns. In ihrer Forschung lotet sie die Möglichkeiten des digitalen Mediums vom Physical Computing bis zur generativen Gestaltung aus.

## Preise und Auszeichnungen
- 2011: Evolving Books – Wettbewerb des Berliner Senats im Rahmen des Projekt Zukunft gemeinsam mit dem Cornelsen Verlag[3]
- 2008:  Nominierung Designpreis Deutschland[4]
- 2007:  Red Dot Communication Award[5]
- 1995:  Sonderpreis Multimedia Transfer, Learntec Karlsruhe

## Mitgliedschaften
- Deutsche Gesellschaft für Designtheorie und -forschung (DGTF)[6]
- Internationales Design Zentrum Berlin (IDZ)

## Schriften (Auswahl)
- Rethinking Prototyping: Design Prototyping for Research Planning and Technological Development, ISBN 3-8442-6845-6